# کریم‌آباد (پاکدشت)
کریم‌آباد (پاکدشت)، روستایی از توابع بخش شریف‌آباد شهرستان پاکدشت در استان تهران ایران است. مردم این روستا اکثرا از طوایف لر ایران هستند . کار مردم کشاورزی و دامپروری است .  جوانان این روستا اکثرا تحصیل کرده در مقطع دکترا و ارشد هستند . تعداد بساری پزشک ، دندانپزشک ، مهندس ، وکیل ، معلم و .... دارد . جوانانی که به منصب هایی مانند بخشدار ،  فرماندار ، شهردار و .... رسیده اند و در این سمتها فعالیت داشته اند . زبان آنها زبان فارسی و در گویش محلی تعداد کمی از  آنها گویش لری دارند .  در گذشته برخی از این افراد برای پرورش دام به ییلاق لار دماوند و پلور کوچ میکردند. دو طایفه ی مهم این روستا  خانی و شصتی  هستند که اصلی ترین افراد این روستا می باشند . اولین معلم در این منطقه شیخ حسین اعلایی بود که در زمان گذشته علاوه بر آموزش علوم قرآنی ، آموزش مکتب خانه ای داشته همچنین خطبه ی عقد بیشتر مردم این منطقه را برای جوانها قراِت کرده آنها را به عقد و ازدواج هم در می آورد .  

## جمعیت
این روستا در دهستان کریم‌آباد قرار دارد و براساس سرشماری مرکز آمار ایران در سال ۱۳۸۵، جمعیت آن ۲٬۳۳۲ نفر (۵۶۷خانوار) بوده‌است. و طبق آخرین اعلام به بیش از 3 هزار نفر رسیده اند . اکنون کریم اباد مرکز دهستان است که روستاهای زیادی را تحت پوشش دارد 